# Albudeite
Albudeite es un municipio español perteneciente a la Región de Murcia, situado en la Comarca del río Mula, río que bordea su núcleo urbano. Contaba con una población de 1400 habitantes (INE 2024).

## Geografía

Término municipal de Albudeite respecto a la Región de Murcia.

### Localidades limítrofes
- Al oeste: Mula
- Al norte, sur y este: Campos del Río,
- Distancia de Murcia capital 26 km.

## Clima
Tiene un clima subtropical seco, con precipitaciones irregulares concentradas en otoño y primavera. De acuerdo con Köppen y Geiger, su clima se clasifica como BSK. La temperatura media anual en Albudeite se encuentra a 17.3 °C. La precipitación es de 307 mm al año. Al contar con un término municipal de pequeño tamaño, estas características se dan por igual en la totalidad del municipio sin apenas variación.

## Geografía humana

### Demografía
Cuenta con una población de 1400 habitantes (INE 2024).
| Gráfica de evolución demográfica de Albudeite entre 1842 y 2021                                                       |
| |
| Población de derecho según los censos de población del INE. Población de hecho según los censos de población del INE. |

Gran parte de la población vive de la agricultura y en los últimos años también de la construcción, teniendo que desplazarse a poblaciones cercanas a desarrollar su trabajo, debido a los pocos recursos que para ello ofrecía el municipio, hasta el estallido de la burbuja inmobiliaria.

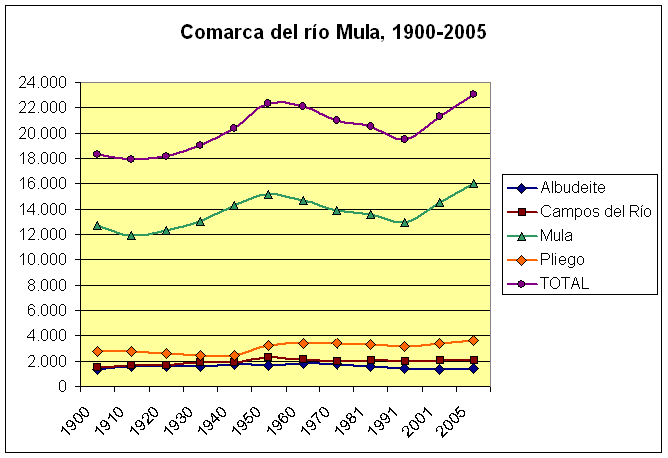
Evolución demográfica de Albudeite (azul) en el contexto de la comarca (total en lila).

## Ayuntamiento
| Partido                            | 2023    | 2023       | 2019    | 2019       |
| Partido                            | % Votos | Concejales | % Votos | Concejales |
| Partido Popular (PP)               | 46,78%  | 5          | 43,03%  | 4          |
| Partido Socialista (PSOE)          | 37,11%  | 3          | 44,54%  | 4          |
| Voz del Pueblo de Albudeite (LVDP) | 15,23%  | 1          | -       | -          |
| Ciudadanos (C's)                   | -       | -          | 11,81   | 1          |

## Monumentos

### Monumentos religiosos
- Iglesia de Nuestra Señora de los Remedios

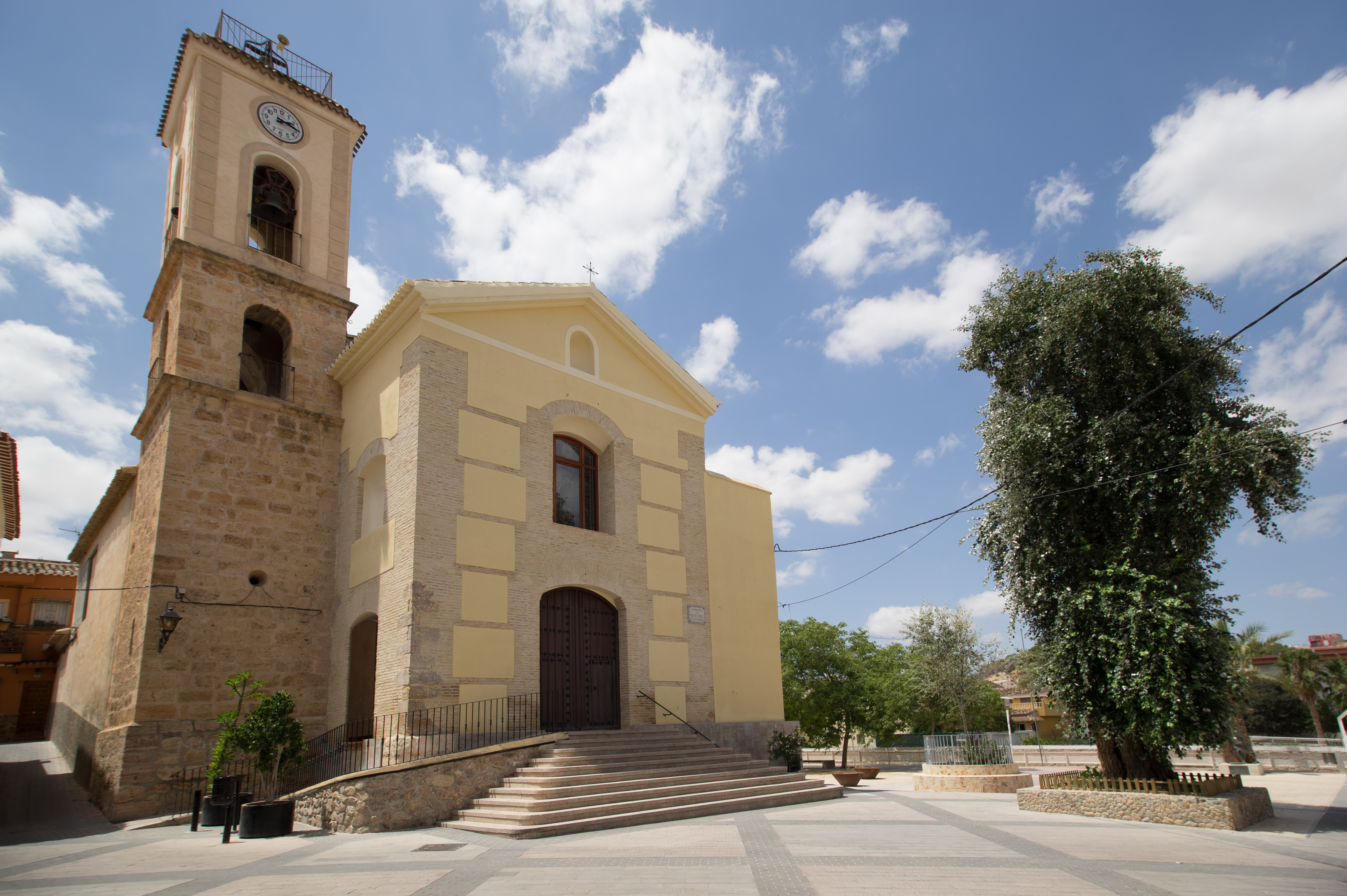
Iglesia de los Remedios de Albudeite.

La iglesia parroquial de Nuestra Señora de los Remedios (declarada Bien de Interés Cultural) empezó a construirse en el siglo XVI sobre la cimentación de una antigua mezquita. La obra se realizó con sillares de piedra de jaspe muleño. 
El interior del templo guarda valiosas imágenes como Nuestra Señora de los Remedios, patrona de Albudeite, virgen de madera tallada del siglo XVII, un Jesús Nazareno del mismo siglo debido a la gubia de Nicolás de Bussy o el Cristo de la Sangre, de Francisco Salzillo (siglo XVIII).

### Monumentos civiles
- Restos del castillo medieval de Albuideite, declarados Bien de Interés Cultural
- Casa de los Ingenieros
- Casa de la Cultura Paco Rabal

## Gastronomía
- Gachasmigas
- Calabaza gitana
- Potaje de acelgas
- Arroz y habichuelas
- Tortas de pascua
- Talvinas

## Símbolos

### Escudo

Escudo oficial de la localidad en la actualidad.

Anterior escudo de armas de Albudeite según el historiador Lisón Hernández.

El escudo fue aprobado oficialmente por el Decreto 283/2006, de 15 de diciembre, por el que se aprueba el Escudo y Bandera del municipio de Albudeite, con la siguiente descripción:

Escudo partido. Primero, de plata, dos lobos de color sable, puestos en palo; bordura de azur, con ocho aspas de oro. Segundo, de oro, un castillo de gules, aclarado de plata. Timbrado con corona de Marqués.,

 El blasón recuerda la titularidad nobiliaria del municipio durante el Antiguo Régimen.
Con anterioridad, según el historiador Luis Lisón Hernández, usaba un blasón basado en las armas del Conde de Montealegre:

Escudo partido. 1º de azur, montes de oro. En jefe una flor de lis de oro. 2º de oro, tres matas de ortigas (de siete hojas), de sinople, sobre rocas que emergen de ondas de plata y azur. Timbrado de corona de marqués.

## Fiestas
- Navidad

Son numerosas las actividades para todos los públicos en Albudeite, cabe destacar la tradicional obra de teatro "El auto de los Reyes Magos"emana Santa:
- Semana Santa

Con el domingo de ramos comienza la celebración de la Semana Santa en Albudeite, con la procesión de las palmas y olivo.
La noche de Miércoles Santo salen en procesión los pasos: Jesús Cautivo y la Virgen de los Dolores (La Dolorosa conocida en Albudeite).
El Jueves Santo a las 12 de la noche todas las luces apagadas, únicamente alumbrado por la luz de las velas y todo en silencio se prepara para salir la procesión del silencio con un solo paso, El Cristo de la Sangre.
Viernes Santo por la mañana: desfilan los pasos: Jesús Cautivo, Nuestro Padre Jesús Nazareno Nicolás de Bussy, El Cristo de la Sangre Francisco Salzillo, San Juan Evangelista y la Virgen de los dolores (La Dolorosa).
Viernes Santo por la noche, Procesión del Santo Entierro, en esta procesión desfilan las siguientes imágenes: una cruz vacía, vestida con telas blancas, crespón negro, la corona de espinas y los clavos, Cristo Yacente, San Juan Evangelista y la Virgen de los dolores.
Domingo de Resurrección y quema de judas: desfilan los pasos de El Corazón De Jesús, San Juan Evangelista y Nuestra Señora de los Remedios.
También durante la Semana Santa se representa la obra de teatro "Pasión, muerte y resurrección de Jesús".
- San Isidro:

El tercer sábado de mayo los albuiteros se visten con la vestimenta típica de la Región de Murcia y realizan Misa en honor de san Isidro Labrador y a continuación procesión con la imagen y bendición de las huertas y campos del pueblo y por la tarde sigue la fiesta con el desfile de carrozas con las decoraciones típicas de la huerta murciana.
- Fiestas patronales:

Las fiestas patronales son el último fin de semana del mes de agosto, en el que destacan el tradicional desfile de carrozas, la procesión de la patrona o la coronación de la reinas de las fiestas.
- Otras celebraciones religiosas de la localidad:

Primer domingo de mayo: Romería con la imagen de la Virgen del Monte al paraje de la Muela.
15 de agosto: la patrona de Albudeite, Nuestra Señora de los Remedios, sale en procesión tanto por la mañana como por la tarde para pedir limosna para las fiestas.
8 de septiembre: de nuevo la patrona de Albudeite se pasea por el pueblo festejando su santo.
Todos los domingos de octubre a las 08:00 de la mañana se abren las puertas de la iglesia, sale la Virgen del Rosario y comienza el Rosario de la Aurora.
8 de diciembre: festividad de la Inmaculada Concepción desfila en procesión la imagen de la Inmaculada Concepción.

## Comunicaciones

### Por carretera
La principal vía de comunicación es la autovía RM-15, que comunica el municipio con Murcia. Otras vías relevantes son las carreteras RM-531 y RM-B13.

### Autobús
Prestan servicio las siguientes líneas de autobús interurbano:
| Línea     | Recorrido                        | Operador |
| --------- | -------------------------------- | -------- |
| MUR-025-1 | Caravaca de la Cruz - Murcia     | Interbus |
| MUR-025-3 | Mula - Molina de Segura - Murcia | Interbus |

## Hermanamiento
- Saint-Geniès-de-Fontedit, Francia